# Manuel Botas Cuervo
Manuel Botas Cuervo (Ferrol, La Coruña, 22 de diciembre de 1923 - Madrid, 20 de octubre de 2003) fue un ingeniero industrial y sacerdote católico español nacionalizado peruano. Miembro del Opus Dei, comenzó la labor apostólica de esta institución en Perú.

## Biografía
Nacido en la localidad coruñesa de Ferrol. Se trasladó a Valencia, donde conoció en 1941 a Josemaria Escrivá, y el 12 de marzo de ese año solicitó su admisión en el Opus Dei. Pertenecía a las Congregaciones Marianas de Valencia. Realizó sus estudios universitarios en la Escuela de Ingenieros Industriales (Universidad Politécnica de Madrid). Participó en la tercera tanda de unos cursos de retiro que Escrivá organizó en la residencia de la madrileña calle Jenner (25 al 31 de julio de 1941), incorporándose al Centro de Estudios meses después (19 de abril de 1942).
A principios del curso académico 1941-42 Botas se instaló en Zaragoza. El 1 de octubre de 1943 se inauguró el Colegio Mayor Moncloa (Madrid), donde se instaló Manuel Botas junto con Juan Antonio Galarraga y algunos otros. Al frente de la residencia universitaria estaba Teodoro Ruiz Jusué, como primer director.
Se ordenó sacerdote el 27 de julio de 1952. Durante varios años formó parte del Consejo General del Opus Dei.

### Perú
Manuel Botas y Vicente Rodríguez Casado salieron de España el 20 de junio de 1953. Antes de llegar a Lima hicieron escalas en Caracas, Bogotá,Quito y Guayaquil, ciudades donde visitaron a los que estaban comenzando la labor del Opus Dei en esos países, salvo en Guayaquil. En esa ciudad ecuatoriana, el profesor Rodríguez Casado tenía algunos contactos a los que fue a visitar. A lo largo de este largo viaje el profesor español fue dando diversas conferencias y con ello consiguió financiar el viaje de ambos. 
El 9 de julio de 1953 llegaron a Lima para comenzar la labor apostólica del Opus Dei en Perú. Manuel Botas comenzó solo la labor en Lima. Vicente Rodríguez Casado lo acompañó para presentarle a sus amigos historiadores, y estuvo solo un mes en Lima. Luego el sacerdote se quedó solo hasta que llegaron a mediados de septiembre Luis Sánchez-Moreno y César Pacheco, dos peruanos que habían pedido la admisión en el Opus Dei en España unos pocos años antes.
Al año siguiente, instalaron una residencia universitaria en La Colmena, en el tercer piso de un inmueble cercano a la avenida Tacna, mientras se preparaba el Quinto Congreso Eucarístico Nacional y Mariano. En Perú, además de nacionalizarse peruano, desarrolló diversas tareas de promoción social.
Posteriormente se trasladó a Colombia y Venezuela.
De regreso a España, Botas fue rector de la Basílica pontificia de san Miguel. Posteriormente se trasladó a La Coruña, viviendo allí unos años antes de regresar a Madrid, donde falleció el 20 de octubre de 2003.